# Brachyplatystoma capapretum
Brachyplatystoma capapretum es una especie de pez de la familia Pimelodidae en el orden de los Siluriformes.

## Morfología
Los machos pueden llegar alcanzar los 58,1 cm de longitud total y 32,7 kg de peso.

## Hábitat
Es un pez de agua dulce. y de clima tropical.

## Distribución geográfica
Se encuentran en la cuenca del río Amazonas desde Belém (Brasil) hasta Iquitos (Perú), incluyendo algunos afluentes suyos como los ríos Trombetas, Madeira, Negro, etc.